# Infobox
Infobox (ООО «Национальные телекоммуникации») — российская хостинговая компания, входит в десятку крупнейших хостинг-провайдеров России с долей 3,28% рынка. Предоставляет хостинг-услуги — регистрация доменных имён, электронная почта, хостинг (размещение сайтов) и размещение серверов, а также хостинг бизнес-решений для корпоративных клиентов.
Виртуальный хостинг (размещение сайтов и электронная почта), услуги по регистрации доменов, виртуальные выделенные серверы (VPS), размещение (колокация) и аренда физических серверов (Dedicated), производятся в собственном дата-центре Infobox.
Сервис организации корпоративной почты BusinessMail построен на базе Microsoft Exchange Server 2010. Хостинг корпоративных порталов SharePoint, CRM-системы Dynamics, решение для коммуникаций в реальном времени на базе Office Communications Server и сервис веб-конференций Live Meeting работают на единой платформе Microsoft и могут быть интегрированы между собой.

## История
05.2002 Начало предоставления услуг по размещению сайтов.
02.2005 Открытие первого собственного дата-центра компании в Санкт-Петербурге и начало предоставления услуг по размещению серверов клиентов.
07.2005 Компания Infobox признана провайдером № 1 на рынке услуг платной электронной почты в России по данным бюллетеня Регионального Сетевого Информационного Центра (RU-CENTER).
04.2006 Infobox впервые попадает в Топ-10 крупнейших хостинговых компаний России.
09.2007 Открытие второго дата-центра компании в Санкт-Петербурге.
12.2007 Компания Infobox становится официальным партнером Microsoft и начинает предлагать целый спектр программного обеспечения в аренду по модели SaaS.
01.2008 Официально вводится гарантированное время ответа службы технической поддержки — не более 1 часа.
04.2008 Компания Infobox признана самой быстроразвивающейся хостинговой компанией в российском Интернете по итогам 2007 года.
07.2008 Заключено трехстороннее партнерское соглашение между компаниями Синтерра, Microsoft и Infobox о продвижении программы «ПО как услуга»на всероссийском уровне.
09.2008 Внедрена совместно с компанией МТС новая услуга на базе почтового сервиса Exchange hosting на Infobox.
03.2009 Компания Infobox становится сертифицированным партнером и обладателем компетенции Hosting Solutions корпорации Microsoft.
05.2009 Infobox выбран поставщиком оборудования и программного обеспечения в аренду для пресс-центра конкурса Евровидение 2009.
06.2009 Компания Infobox впервые в России представляет хостинг Office Communications Server 2007 R2, а также получает компетенцию Unified Communication корпорации Microsoft.
07.2009 Infobox побеждает на всемирном конкурсе партнеров Microsoft «Партнер года» в номинации Newly Recruited Partner of the Year.
10.2009 Компания Infobox получила статус Microsoft Gold Сertified Partner и компетенцию Networking Infrustructure Solutions.
01.2010 Infobox — первый хостинг-провайдер в Европе, который запустил хостинг на базе нового Exchange Server 2010.
06.2010 Получение компетенции Microsoft Midmarket Solution Provider.
02.2011 Запуск услуги хостинг резервных бекапов.
05.2011 Запустила хостинговую версию BlackBerry Enterprise Server Express в России.
07.2011 Microsoft и Infobox объявили о запуске бесплатной программы «На старт!» для малого и среднего бизнеса. 
02.2013 Запущена новая услуга – облачные серверы на базе платформы PACI от Parallels.
10.2013 Компания запустила новую услугу - облачную PaaS-платформу Jelastic.
11.2013 Компания Infobox полностью перешла на новую облачную платформу последнего поколения на базе Parallels Automation. В связи с этим было решено сместить акцент на облачные сервисы и сменить название на InfoboxCloud.  

## Дата-центр
Дата-центр Infobox расположен в Санкт-Петербурге. Сетевая инфраструктура дата-центра построена на оборудовании компании Cisco. Дата-центр подключен двумя независимыми (основной и резервный) опто-волоконными каналами к Санкт-петербургскому узлу обмена трафиком SPB-IX.
Ёмкость дата-центра составляет около 5000 серверов. Суммарная мощность — более 400КВт.

## Публикации в СМИ
1. Microsoft представляет Office 365. Пресс-служба Microsoft (19 октября 2010). Дата обращения: 18 ноября 2010.
2. МТС и Infobox запустили новое хостинговое решение для пользователей услуг BlackBerry. Cnews (29 сентября 2010). Дата обращения: 18 ноября 2010. Архивировано из оригинала 16 апреля 2013 года.
3. Вместе продвигать SaaS. Будут Infobox и «КОРУС Консалтинг». SPBIT.ru (28 января 2010). Дата обращения: 18 ноября 2010.
4. МТС и Infobox представляют услугу «Хостинг-Почта» для корпоративных клиентов МТС. Пресс-центр МТС (11 декабря 2008). Дата обращения: 18 ноября 2010. Архивировано 11 мая 2012 года.
5. "Синтерра", Microsoft и Infobox совместно развивают программу "ПО как услуга" на всероссийском уровне. Lenta.ru (3 июля 2008). Дата обращения: 18 ноября 2010.
6. "Доктор Веб" защитит проект "ПочтаНавсегда" от вирусов (недоступная ссылка — история). Компьюлента (3 мая 2006). Дата обращения: 18 ноября 2010.